# 1783 في المملكة المتحدة
فيما يلي قوائم الأحداث التي وقعت خلال عام 1783 في المملكة المتحدة.

## أحداث
- 3 سبتمبر – العلاقات الأمريكية البريطانية

## سياسة

### تعيين في المنصب
- 2 أبريل – دوق بورتلاند رئيس وزراء المملكة المتحدة.
- 2 أبريل – فريديريك نورث وزير الدولة للشؤون الداخلية [الإنجليزية]‏.

### انتهاء فترة المنصب
- 2 أبريل – ويليام بيتي زعيم مجلس اللوردات [الإنجليزية]‏، رئيس وزراء المملكة المتحدة.
- 19 ديسمبر – دوق بورتلاند رئيس وزراء المملكة المتحدة.
- 19 ديسمبر – فريديريك نورث وزير الدولة للشؤون الداخلية [الإنجليزية]‏.

## مواليد

### يناير
- 1 يناير – روبرت سويت عالم نبات بريطاني.
- 30 يناير – ريتشارد سميث

### مايو
- 14 مايو – صموئيل لي

### يونيو
- 15 يونيو – دونالد ماكنزي مستكشف أمريكي.
- 19 يونيو – توماس سولي فنان أمريكي.

### أغسطس
- 7 أغسطس – أميليا أميرة المملكة المتحدة

## وفيات

### مارس
- 30 مارس – ويليام هنتر (مواليد 1718)

### مايو
- 3 مايو – أوكتافيوس أمير بريطانيا العظمى (مواليد 1779)

### أغسطس
- 20 أغسطس – ألفريد أمير بريطانيا العظمى (مواليد 1780)